# Повар
По́вар — человек, профессией (специальностью) которого является приготовление пищи; а также должность на предприятиях питания (старший повар, повар-кондитер).
Мальчик, помогающий повару на кухне — уменьш. поварёнок. В военном деле ранее именовался «кашеваром», а на флоте должность повара называется «коком». В Японии, учитывая специфику японской кухни, кулинаров самого высокого ранга называют хочёси, что в переводе означает «мастер ножа».
Повар готовит разные блюда (первые блюда, вторые блюда, десерты, холодные и горячие закуски, а также третьи блюда — напитки) по рецептам и умеет оформлять приготовленное. Он должен знать основы кулинарии, правила хранения и реализации пищевых продуктов (организует хранение продуктов в соответствии с санитарно-гигиеническими нормами) и их стоимость. Несмотря на то, что повар на предприятиях общественного питания пользуется установленными рецептами блюд, он может вносить в них изменения, в зависимости от качества сырья и потребителей. Работает в помещении (кухня), в условиях повышенной температуры и влажности.
Профессию повара приобретают в среднетехнических учебных заведениях и профессиональных технических училищах.
Для обозначения большой любви к поварскому искусству используется фамилия главного повара принца Конде — Ф. Вателя (Vatel, Watel), покончившего самоубийством под влиянием опасения, что к столу знаменитых гостей, приглашённых принцем, не поспеет свежая морская рыба.

## История
В Древнем Риме еду (кушанье) для домочадцев и гостей готовили или хозяйки дома или невольницы, а так как это требовало определённых умений и навыков доступных не всем, то впоследствии, при торжественных случаях, стали нанимать повара (Coquus) на рынке.
С возрастающим благосостоянием появились постоянные повара (archimagirus — «главные повара»).

## Разновидности профессии (должности)

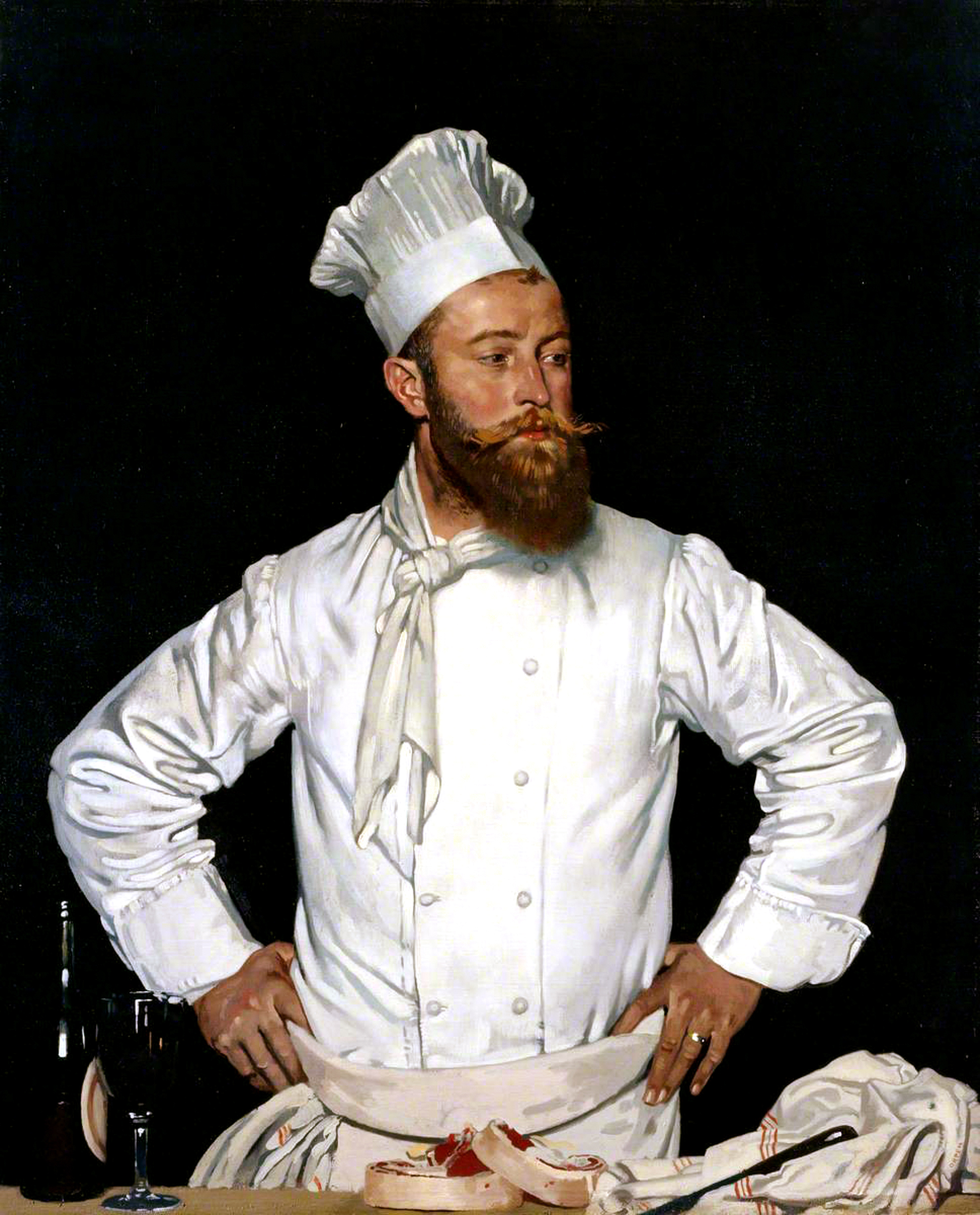
Уильям Орпен «Шеф-повар отеля Chatham, Париж», 1921

- Главный повар (шеф-повар)

Составляет заявки на необходимые продовольственные товары, полуфабрикаты и сырьё, обеспечивает их своевременное получение со склада, контролирует сроки, ассортимент, количество и качество их поступления и реализации. Обеспечивает на основе изучения спроса потребителей разнообразие ассортимента блюд и кулинарных изделий, составляет меню. Осуществляет постоянный контроль над технологией приготовления пищи, нормами закладки сырья и соблюдением работниками санитарных требований и правил личной гигиены. Осуществляет расстановку поваров и других работников производства. Составляет график выхода поваров на работу. Проводит бракераж готовой пищи. Организует учёт, составление и своевременное представление отчётности о производственной деятельности, внедрение передовых приёмов и методов труда.
- Старший повар (су-шеф)

Второй по иерархии на кухне, помощник шефа, заместитель шеф-повара, а также специализируется на приготовлении разных блюд
- Повар-кондитер

Специализируется на кондитерских изделиях
- Повар-технолог, технолог

Организует процесс приготовления продуктов. Определяет качество сырья, рассчитывает его количество для получения порций готовых продуктов, калорийность суточного рациона, составляет меню и прейскуранты. Распределяет обязанности в бригаде поваров. Контролирует процесс приготовления кулинарной продукции, разрабатывает рецепты новых фирменных блюд и составляет на них технологические карты. Оформляет необходимую документацию, инструктирует поваров. Ведёт полный учёт материальных ценностей, оборудования, сырья, готовой продукции
- Повар

Повар производит расчёт сырья и выхода готовой продукции, составляет меню, заявки на продукты и полуфабрикаты, осуществляет приготовление блюд, выполняет процеживание, замешивание, измельчение, формовку, фарширование, начинку изделий, регулирует температурный режим, определяет готовность блюд, изделий по контрольно-измерительным приборам, а также по внешнему виду, запаху, цвету, вкусу, производит художественное оформление блюд и кондитерских изделий, производит порционирование блюд

## Европейская терминология
Европейская кухня чаще использует собственную систему именования участников процесса.
Система именования берёт начало от «бригадной системы» (brigade de cuisine) авторства Ж. Огюста Эскофье:
- Executive chef (начальник производства)

В его ответственности лежит абсолютно всё, касающееся работы кухни, включая составление меню, подбор персонала, экономические вопросы. Эта позиция требует даже не столько навыков приготовления блюд, сколько управленческих навыков. Это как раз тот человек, которого европейцы зовут chef, head chef (но это не «шеф-повар» в русскоязычных странах)
- Chef de Cuisine (шеф-повар)

Эквивалент российскому термину «шеф-повар», отвечающий за приготовление блюд на отдельно взятом производстве. Для европейской кухни, особенно небольшой, часто CDC и EC — одно и то же лицо. CDC, как правило, отвечает только за «свою» кухню, тогда как EC может отвечать, например, сразу за все аспекты кухни в нескольких ресторанах владельца. Иногда можно встретить английское название head of the kitchen
- Sous-chef de Cuisine (суше́ф; помощник шеф-повара)

Помощник и заместитель шеф-повара. Также может отвечать за расписание работ, внутреннюю логистику; способен подменить шеф-повара при необходимости. Также может и помогать остальным поварам. На больших производствах таких должностей может быть несколько
- Expediter, aboyeur (экспедитор, разносчик заказов)

Аналога в российской терминологии нет. Человек, отвечающий за передачу заказов из столового помещения в кухню, между поварами и отделами, а также организующий внутреннюю логистику. Часто он же отвечает за финальное украшение блюд, а иногда эту должность совмещает шеф-повар или его помощник. Французское aboyeur означает «крикун», человеку приходилось обладать сильным голосом, оглашая заказы в кухонном шуме
- Chef de Partie (повар; ше́ф-де-парти́)

Собственно, повар. Отвечает за какое-то выделенное направление кулинарного производства. Если производство крупное, то повара де-парти́ могут иметь помощников и заместителей. Чаще всего шеф-де-парти на каждом виде производства всего один, для большего состава принято именовать «первый повар», «второй повар» и т. д. Различаются по направлениям:
- - Sauté Chef, Saucier (сотэ́шеф, соусье́) — отвечает за соусы, за всё, что подается с соусом, также за тушение и обжарку в соусах. Требует высочайшей подготовки и ответственности
  - Fish Chef, Poissonier (рыбный повар, пуассоннэ, пуассонье́) — готовит рыбные блюда, может отвечать за разделку рыбы и за специфические рыбные соусы или подливки. Из-за обилия соусов и приправ часто на небольших производствах этой работой занимается также соусье
  - Roast Chef, Rotisseur (мясной повар, ротиссёр) — готовит мясные блюда, и их соусы. Разделкой мяса не занимается. Часто ротиссье выполняет также работу грильярдье
  - Grill Chef, Grillardin (гриль-повар, грильярдьен, иногда грилье́) — отвечает за приготовление блюд на гриле, решётке, также на открытом огне
  - Fry Chef, Friturier (повар-по-обжарке, фритюрье́) — отдельная позиция человека, занимающегося обжаркой компонентов блюд (чаще мясных, поэтому комбинируется с ротиссье). Он же — оператор фритюрных ванн (обычно с помощником)
  - Vegetable Chef, Entremetier (овощной повар, энтреметье́) — в европейской системе кухни занят приготовлением салатов и первых блюд, а также овощных гарниров и овощных украшений. При большой загрузке принято разделять на:
    - Soup Chef, Potager (повар первых блюд, потажэ́)
    - Vegetable dishes cook, Legumier (повар овощных блюд, легюмье́)

  - Pantry Chef, Garde Manger (повар холодных закусок, гардманже́) — отвечает за холодные закуски — и обычно за все блюда, которые готовятся и подаются холодными. При надобности и за салаты
  - Pastry Chef, Pâtissier (повар выпечки, паттиссье́) — отвечает за выпечку, печёные блюда, иногда за десерты (обычно — работа кондитера). Есть практика, когда отдел выпечки и кондитерская кухня значительно отделены от главной
- Второстепенные должности
  - Roundsman, Tournant (сменный повар, повар-турне́) — повар, задача которого — быть в нужный момент ассистентом кому-то из шеф-де-парти
  - Butcher, Boucher (мясник; буше́) — отвечает за первичную разделку мяса (дичи, птицы) и рыбы, также, при надобности — за последующую разделку на субпродукты
  - Apprentice, commis (ученик повара; коми́) — так называют повара, вникающего в суть работы отдела кухни, или повара, сменившего отдел
  - Communard (внутренний повар, «домашний повар») — готовит блюда для самих работников производства, в том числе и для поваров кухни
  - Dishwasher, escuelerie (мойщик посуды; эскулери́, эскулерье́) — один или несколько людей, моющих посуду во время работы, а также следящих за чистотой и санитарией кухни. Встречается разделение по типам посуды (стекло, приборы)

## СистемаACF
Американская Федерация Поваров (American Culinary Federation) имеет отдельное разделение на уровни поварского искусства, предлагая программы сертификации:
- Профессиональный повар (Cooking professional)
  - Certified Culinarian — повар (начальный уровень)
  - Certified Sous Chef — су-шеф. Внутри разделяется по наименованиям профессий. Необходимо знание менеджмента и планирования для двух человек в отделе
  - Certified Chef de Cuisine — шеф-повар. Необходимо знание менеджмента и планирования для трёх человек в отделе
  - Certified Executive Chef — начальник производства. Необходимо знание менеджмента и планирования для пяти человек в отделе, плюс опыт занимания должности CDC или EC, плюс практический экзамен специальной комиссии
  - Certified Master Chef — экспертная оценка. Возможно получить только после CEC, сдав восьмидневный практический экзамен на производстве
- Персональный повар (Personal cooking professional)
  - Personal Certified Chef — персональный повар. 4 года опыта работы, один из них — персональным поваром, плюс знание менеджмента кухни, логистики и планирования
  - Personal Certified Executive Chef — начальник собственной кухни. 6 лет работы, 2 из них — персональным поваром, плюс знание менеджмента кухни, логистики и планирования
- Кондитер (Baking and pastry professional)
  - Certified Pastry Culinarian — повар-кондитер. Начальный уровень
  - Certified Working Pastry Chef — опытный повар-кондитер. Необходимо знание менеджмента и планирования
  - Certified Executive Pastry Chef — начальник кондитерского производства. Необходимо знание менеджмента и планирования. Опыт работы, экзамен комиссии
  - Certified Master Pastry Chef — экспертная оценка. Возможно получить только после CEPC, сдав десятидневный практический экзамен на производстве
- Администратор (Culinary Administrator)
  - Certified Culinary Administrator — администратор кулинарного производства. Подтверждает профессиональные качества в области менеджмента и планирования. Нужен опыт работы на производстве, управление более десятью работниками в отделе, теоретические экзамены по планированию, менеджменту, логистике, написанию бизнес-планов и аналитике, все базовые знания кулинарии

## Лучшие повара мира
Неофициальный клуб лучших поваров мира — G9, организован в 2011 году и состоит из девяти человек.